# エフィモフ (小惑星)
エフィモフ (2754 Efimov) は、小惑星帯に位置する小惑星である。タマラ・スミルノワがクリミア天体物理天文台で発見した。
世界で初めて急角度での旋回や急降下を行った、ロシア人飛行家のミハイル・エフィモフ（1881年 - 1919年）に因んで名付けられた。
2006年8月14日から9月1日にかけて、各地で行われた光度曲線観測によって衛星が発見され、S/2006 (2754) 1 という仮符号が与えられた。衛星は直径約1.2kmほどで、主星から9.5kmほど離れた軌道を14.765±0.01時間の周期で回っている。